# Brian Quinn
Brian Quinn (Belfast, 24 de maio de 1960) é um treinador ex-futebolista profissional estadunidense que atuava como meia.

## Carreira
Brian Quinn se profissionalizou no Larne.

## Seleção
Brian Quinn integrou a Seleção Estadunidense de Futebol na Copa Rei Fahd de 1992, na Arábia Saudita.

## Títulos
Estados Unidos
- Copa Rei Fahd de 1992: 3º Lugar